# Dioscorea kamoonensis
Dioscorea kamoonensis är en enhjärtbladig växtart som beskrevs av Carl Sigismund Kunth. Dioscorea kamoonensis ingår i släktet Dioscorea och familjen Dioscoreaceae. Inga underarter finns listade i Catalogue of Life.